# Dor Jan
Dor Jan (hebräisch דור ג'אן; * 16. Dezember 1994) ist ein israelischer Fußballspieler.

## Karriere
Jan begann seine Karriere bei Maccabi Tel Aviv. Im Mai 2012 debütierte er für die Profis von Maccabi in der Ligat ha’Al, als er am sechsten Spieltag der Meisterrunde Saison 2011/12 gegen Bne Jehuda Tel Aviv in der 81. Minute für Moussa Konaté eingewechselt wurde. In jenem Spiel, das Maccabi mit 4:3 verlor, erzielte er auch sein erstes Tor in der höchsten israelischen Spielklasse. Bis Saisonende kam er zu zwei Einsätzen. In der Saison 2012/13 blieb er ohne Einsatz, in der Saison 2013/14 absolvierte er acht Spiele in der Ligat ha’Al.
Zur Saison 2014/15 wurde er an den Ligakonkurrenten Hapoel Ironi Kirjat Schmona verliehen. Für Kirjat Schmona kam er zu elf Einsätzen. Im Februar 2015 wurde er an Hapoel Petach Tikwa weiterverliehen. Für Petach Tikwa kam er bis Saisonende zu drei Einsätzen, in denen er ein Tor erzielte. Der Verein stieg am Saisonende aus der Ligat ha’Al ab. Zur Saison 2015/16 wechselte er leihweise weiter zu Hapoel Akko. Für Akko spielte er neun Mal in der höchsten Spielklasse. Im Februar 2016 wurde auch diese Leihstation vorzeitig beendet und er wurde für zwei Jahre an den Zweitligisten Beitar Tel Aviv Bat Jam verliehen. Für den Verein kam er bis zum Ende der Leihe im Januar 2018 zu 64 Einsätzen in der Liga Leumit, in denen er 29 Tore erzielte. Im Januar 2018 wurde er abermals weiterverliehen, diesmal an den Erstligisten MS Aschdod. Für Aschdod spielte er 15 Mal in der höchsten Spielklasse.
Zur Saison 2018/19 verließ er Maccabi schließlich endgültig und wechselte zu Bne Jehuda Tel Aviv. In seiner ersten Saison bei Bne Jehuda kam Jan zu 33 Saisoneinsätzen, in denen er sieben Tore erzielte. Mit dem Verein aus Tel Aviv gewann er zudem in jener Spielzeit den Cup. In der Saison 2019/20 absolvierte er 32 Ligaspiele und erzielte zehn Tore, zudem kam er in der Qualifikation zur UEFA Europa League zu seinen ersten vier internationalen Einsätzen. Mit Bne Jehuda scheiterte er nach einem Drittrundensieg gegen Neftçi Baku aber im Playoff am Malmö FF.

## Erfolge
Maccabi Tel Aviv
- Israelischer Meister: 2013/14

Bne Jehuda Tel Aviv
- Israelischer Pokalsieger: 2018/19